# Корки Пол
Хэмиш Вин Кристи «Корки» Пол (род. 1951) — британский иллюстратор детских книг. Он родился и вырос в Родезии, но сейчас живет в Оксфорде, в Англии. Его работы, выполненные яркими акварельными красками, пером и тушью, узнаваемы по анархическому, но детализированному стилю и «дикому характеру». Он наиболее известен своими иллюстрациями к серии книг «Ведьмочка Винни».

## Биография

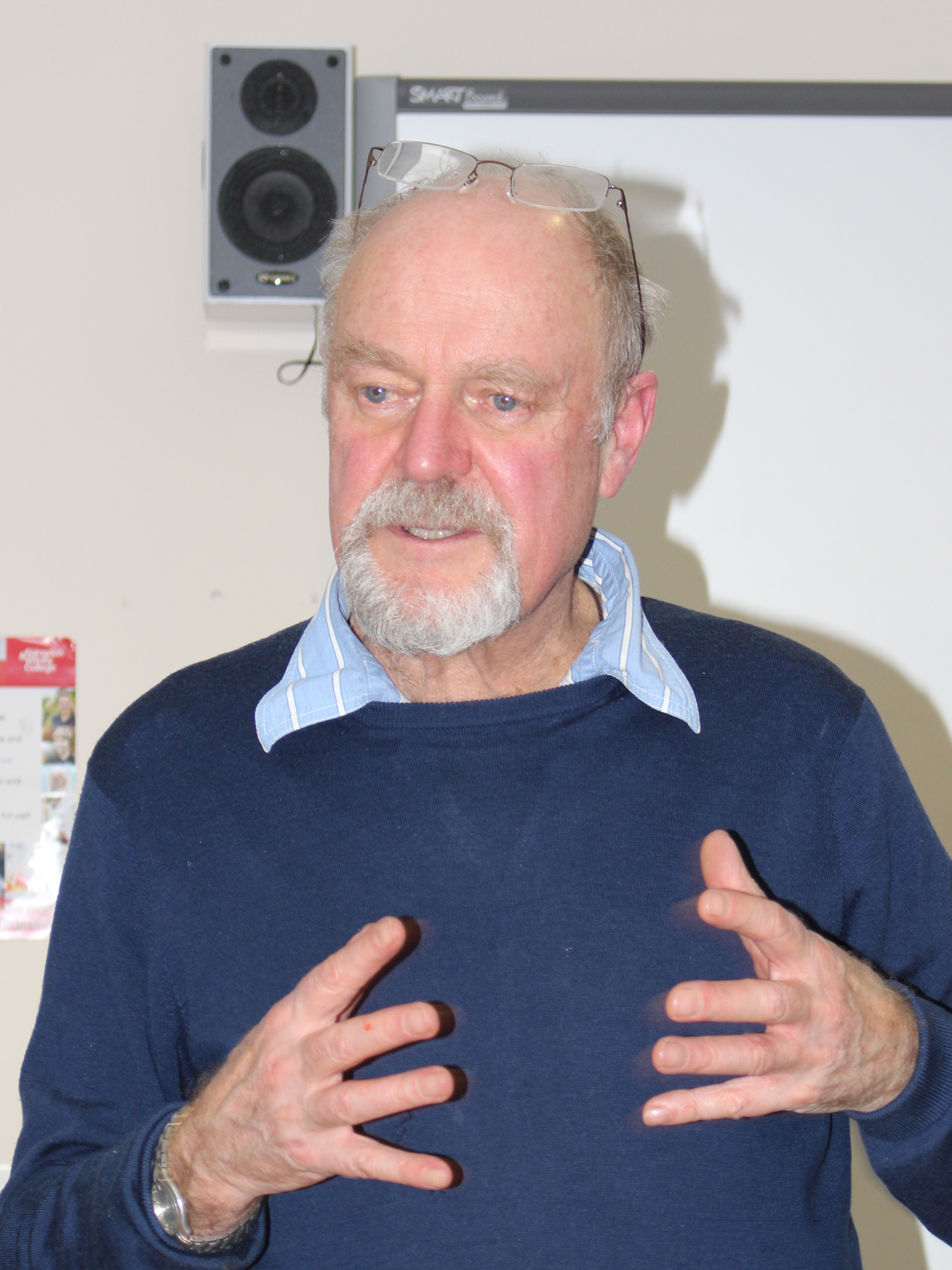
Пол читает лекцию по иллюстрированию детских книг

Пол родился в 1951 году в семье с семью детьми в Солсбери, Южная Родезия (ныне Хараре, Зимбабве), где у него было то, что он называет «диким и привилегированным детством» в африканском Бушвелде.
Он учился в средней школе Эсткорт, а затем окончил Школу искусств в Дурбане в 1972 году и начал работать в рекламном агентстве в Кейптауне. В 1976 году он отправился в Грецию, где встретил Джеймса Уотта, работавшего на греческого издателя. Он поручил Полу проиллюстрировать серию образовательных книг, обучающих греческих детей говорить на «королевском английском».
Затем он работал в рекламном агентстве в Лондоне и Лос-Анджелесе. После этого изучал кино анимацию у Жюля Энгеля в Калифорнийском институте искусств в Валенсии, в Калифорнии. Его первой детской книгой стала книга-панорама под названием «Крокодил и самосвал», опубликованное в 1980 году.
В 1986 году Пол познакомился с редактором издательства Oxford University Press Роном Хиппи. После знакомства с его работами Рон поручил ему нарисовать несколько рисунков для небольшой книги о ведьме, написанной Валери Томас в рамках программы «Дерево чтения» учрежденной Oxford University Press. Полу эта история настолько понравилась, что он превратил ее в полноценную книжку с картинками. Хотя это не входило в обязанности Пола, Хиппи, тем не менее, представил его делегатам OUP. Получившаяся в результате книга «Ведьма Винни» в 1988 году получила премию «Красный дом для детей» и с тех пор была опубликована более чем на 10 языках. Иллюстрации Пола к этому произведению полны визуальных шуток и остроумных деталей. С тех пор он проиллюстрировал еще девятнадцать книг о Винни-Ведьме, которые были проданы тиражом более 7 миллионов копий.
О вкладе Пола в успех «Винни и Уилбура» Хелен Мортимер из OUP пишет: «Винни — очень любимый персонаж. Отчасти это потому, что произведения искусства очень своеобразны и детализированы; в каждом развороте так много всего, что можно залипнуть». О своей иллюстрации Винни в книгах Пол рассказал Telegraph: «Мне не нужны были ведьминские цвета. . . Я люблю использовать цвета, это заставляет меня чувствовать себя Джексоном Поллоком».
Три книжки с картинками Пола адаптированы для компакт-дисков; «Рыба, которая могла желать», получившая Европейскую мультимедийную премию (EMMA) в 1995 году, «Стихи о драконах» и «Ведьма Винни».
Его анархичные, но детальные работы, выполненные яркими акварельными красками, пером и тушью, отличаются «дикой характерностью». Его сравнивают с мультфильмами «Том и Джерри», а также с художниками Рональдом Сирлом и Ральфом Стедманом.
Его оригинальные произведения искусства выставлены в галерее The Mazza Collection Galleria, Университете Финдли, Огайо, США.
Пол живет в Оксфорде и женат на художнице Сьюзен Моксли. Вместе у них двое детей, Оська и Зоя.
Описывая технические детали своей работы, он говорит: "Я использую Apple Mac, акварельные краски Schmincke, карандашные мелки Caran d’Ache (с электрической точилкой), бумагу Saunders Waterford 190 г/м3.[sic], черный кандагар и цветные чернила с помощью пера, зубной щетки, игл дикобраза и моей верной левой руки.
В 2015/2016 году он был седьмым иллюстратором по популярности в публичных библиотеках Великобритании.